# Kidō Gekidan Haro Ichiza: Gundam Mahjong + Z - Sara ni Deki Ruyōni Nattana!
Kidō Gekidan Haro Ichiza: Gundam Mahjong + Z - Sara ni Deki Ruyōni Nattana! (機動劇団はろ一座 ガンダム麻雀＋Z さらにデキるようになったな！) est un jeu vidéo de mah-jong développé par Microvision et édité par Namco Bandai Games en septembre 2007 sur Nintendo DS. C'est une adaptation en jeu vidéo de la série basée sur l'anime Mobile Suit Gundam. C'est le troisième opus d'une série de trois jeux vidéo,,.

## Série
1. Kidō Gekidan Haro Ichiza: Haro no Puyo Puyo : 2005, Game Boy Advance
2. Kidō Gekidan Haro Ichiza: Gundam Mahjong DS - Oyaji nimo Agarareta koto nai noni! : 2005, Nintendo DS
3. Kidō Gekidan Haro Ichiza: Gundam Mahjong + Z - Sara ni Deki Ruyōni Nattana!